# Bill Porter (film)
Bill Porter (engelska: Door to Door) är en amerikansk dramafilm från 2002 i regi av Steven Schachter. Filmen är baserad på den inspirerande och framgångsrike dörrförsäljaren Bill Porters liv. I huvudrollen som Porter ses William H. Macy. I andra viktiga roller ses Helen Mirren, Kyra Sedgwick, Michael Shanks och Kathy Baker. Filmen nominerades till tolv Emmy Awards och mottog sex.

## Rollista i urval
- William H. Macy – Bill Porter
- Kyra Sedgwick – Shelly Soomky Brady
- Kathy Baker – Gladys Sullivan
- Joel Brooks – Alan
- Woody Jeffreys – Brad
- Romy Rosemont – Rhoda
- Eric Keenleyside – Neighbor Bob
- Daryl Shuttleworth – Larry
- Helen Mirren – Mrs. Porter
- Michael Shanks – John